# Vat 69 whisky

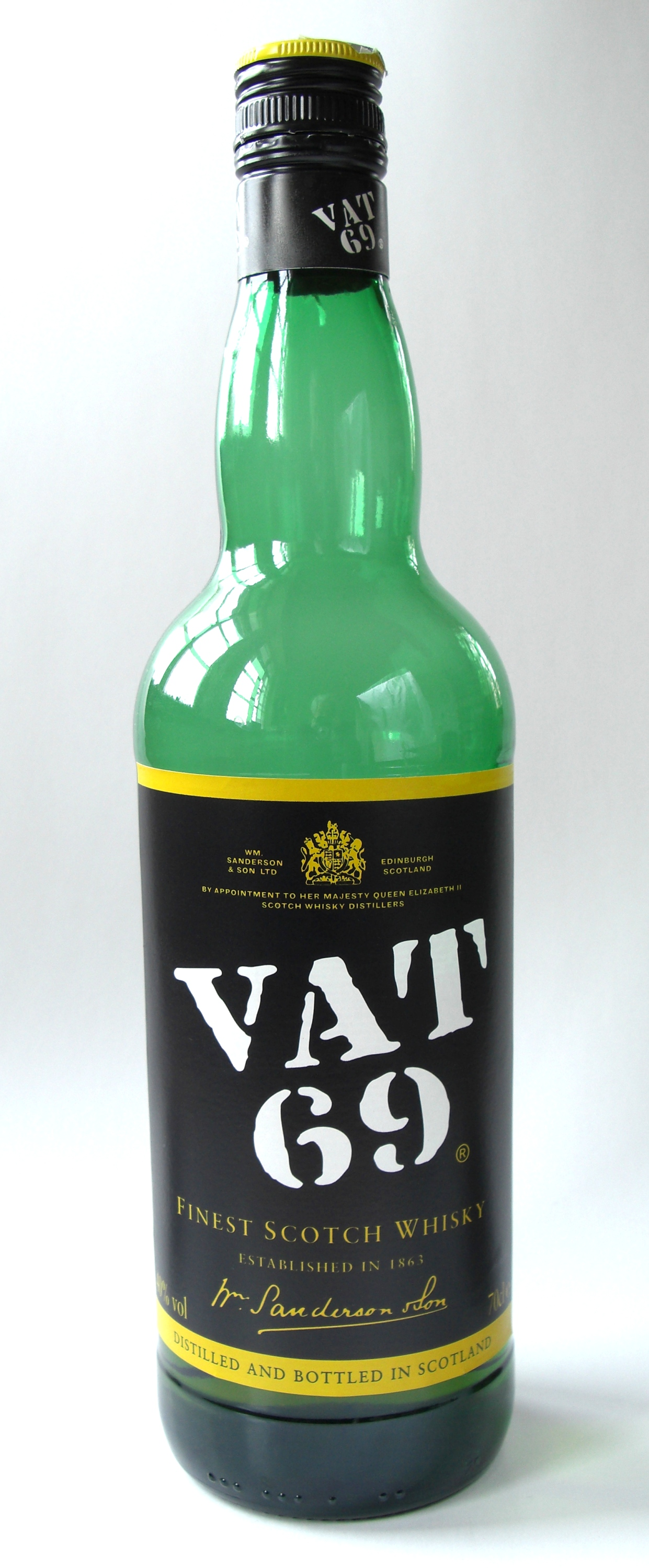
Whisky VAT69

Vat 69 whisky é uma marca escocesa de uísque produzida por William Sanderson.
O nome Vat 69 se origina de um episódio em que Sanderson produziu cem blends diferentes, colocando-os em recipientes (vats) numerados. O de número 69 foi considerado o melhor deles e passou a ser produzido industrialmente.

## História
Willian Sanderson nasceu em Leith, Escócia, em 27 de janeiro de 1839. 
Ele começou um aprendizado com o produtor de vinhos e licores  Matthew Buchan aos 13 anos.  Em 1863, ele já possuía seu próprio negócio de produção de licores e blends de uísque. Em 1880, seu filho William Mark juntou-se ao negócio e convenceu seu pai a engarrafar vários blends de uísque. 
A característica garrafa Vat 69 com gargalo bulboso foi introduzida no mercado e não foi alterada nos cem anos seguintes. Em 1882, William Sanderson preparou cem barris de blends de uísque e contratou um painel de especialistas para degustá-los. O lote do barril (ou “cuba”) com o número 69 foi considerado o melhor, o que deu origem à marca do whisky.  O whisky foi inicialmente engarrafado em garrafas de vinho do Porto. Em 1884, Sanderson comprou a destilaria Glen Garioch, situada no meio de um campo de cevada. A destilaria tinha como objetivo garantir a entrega de whisky de grão.
Sanderson cuidava para que sempre houvesse novos produtos a serem misturados, pois a DCL, que era uma sociedade forte na época, controlava uma parte tão grande da produção que tinha uma influência enorme no abastecimento da empresa concorrente. Por esta razão, Sanderson, juntamente com Usher e Bell, fundaram uma empresa para produzir whiskys de grão, que ainda hoje existe como Destilaria do Norte da Grã-Bretanha. Sanderson adquiriu alguns uísques de malte usados para misturar o Vat 69 de um amigo, John Begg, dono da destilaria Royal Lochnagar. Quando Begg morreu, Sanderson tornou-se diretor da destilaria de Begg. Em 1933, a empresa de Sanderson fundiu-se com a Booth's Distilleries, que se fundiu novamente com o grupo DCL em 1935.

No outono de 1980, "Vat 69 Reserve" da House of Sanderson teve sua estreia mundial na Inglaterra.
1. ↑  «Leith Local History: William Sanderson & Son Ltd». www.leithlocalhistorysociety.org.uk. Consultado em 23 de janeiro de 2024